# Валь-Фузон
Валь-Фузон (фр. Val-Fouzon) — муніципалітет у Франції, у регіоні Центр — Долина Луари, департамент Ендр. Валь-Фузон утворено 1 січня 2016 року шляхом злиття муніципалітетів Парпесе, Сент-Сесіль i Варенн-сюр-Фузон. Адміністративним центром муніципалітету є Варенн-сюр-Фузон. Населення — 939 осіб (01.01.2021).